# Сунан ад-Дарими
Су́нан ад-Да́рими (араб. سنن الدارمي‎) или Му́снад ад-Дарими (араб. مسند الدارمي‎) — сборник хадисов, мусульманских преданий о жизни и деятельности пророка Мухаммеда за авторством Абу Мухаммада ад-Дарими ат-Тамими. Входит в число девяти наиболее авторитетных суннитских сборников хадисов (Кутуб ат-тис’а).

## Автор
Ад-Дарими родился примерно в 797 году в Самарканде и обучался во многих центрах мусульманской мысли, как Хорасан, Шам, Ирак, Египет, Хиджаз и др. Обучался у сотен мусульманских учёных, передавал хадисы от ан-Надра ибн Шумайла, Вахба ибн Джарира, Абу Нуайма аль-Исфахани и мн. др.
Благодаря своим глубоким познаниям ад-Дарими стал известным учёным во всём мусульманском мире и многие видные улемы того времени обучались у него, в том числе Муслим ибн аль-Хаджжадж, Абу Иса ат-Тирмизи, Абу Дауд, аль-Баззар, Абу Зура ар-Рази, Абу Хатим ар-Рази, Ахмад ибн Ханбаль, Иса ибн Умар ибн аль-Аббас ас-Самарканди и другие великие имамы мусульмаской уммы.

## Описание книги
«Сунан» ад-Дарими состоит из 1480 тематических глав (баб) и содержит примерно 3550 хадисов, которые автор приводит со слов 191 шейха (количество людей, у которых обучался ад-Дарими больше этого числа, однако некоторые из них не вошли в этот сборник). Не все хадисы, собранные ад-Дарими в этом труде являются достоверными или хорошими с точки зрения науки о хадисах: среди них есть и откровенно слабые сообщения. По мнению комментатора «Сунан ад-Дарими», Набиля аль-Гамри, ад-Дарими не ставил перед собой цели собрать в этой книге только достоверные хадисы, о чём свидетельствует тот факт, что сам автор был осведомлён о слабости и недостоверности этих хадисов.